# Syndactyla ruficollis
El ticotico cuellirrufo (Syndactyla ruficollis), también denominado rascahojas cuellirrufa (en Ecuador), limpia-follaje de cuello rufo (en Perú) o trepamusgo de cuello rufo, es una especie de ave paseriforme de la familia Furnariidae, perteneciente al género Syndactyla. Es nativo de la región andina del noroeste de América del Sur.

## Distribución y hábitat
Se distribuye en las estribaciones montañosas costeras y en la pendiente occidental de los Andes en el suroeste de Ecuador (El Oro, Loja) y noroeste de Perú (Tumbes hacia el sur hasta Lambayeque).
Esta especie es actualmente considerada poco común y local en su hábitat natural, el sotobosque de selvas montanas en altitudes entre 600 y 2600 m.

## Estado de conservación
El ticotico cuellirrufo ha sido calificado como especie vulnerable por la Unión Internacional para la Conservación de la Naturaleza (IUCN) debido a que su pequeña población, estimada entre 1500 y 7000 individuos maduros, se considera en decadencia, y su pequeña zona de distribución se encuentra severamente fragmentada y en rápida disminución.

## Sistemática

### Descripción original
La especie S. ruficollis fue descrita por primera vez por el ornitólogo polaco Władysław Taczanowski en 1884 bajo el nombre científico Anabazenops ruficollis; su localidad tipo es: «Paucal (= Nancho), Cajamarca, Perú».

### Etimología
El nombre genérico femenino «Syndactyla» deriva del griego «sun»: juntos, y «daktulos»: dedos; significando «con los dedos juntos»; y el nombre de la especie «ruficollis», proviene del latín «rufus»: rufo, rojo, y «collis»: de garganta, significando «de garganta rufa».

### Taxonomía
La presente especie ya fue colocada en el género Automolus en el pasado, pero la vocalización y el plumaje no se parecen a ninguna especie de ese género; la colocación en el presente género fue corroborada por estudios genéticos recientes, que también encontraron que es hermana de Syndactyla subalaris. La subespecie celicae (del suroeste de Ecuador) fue descrita como más brillante, más pálida y más ocrácea, especialmente en las partes superiores, y con lista superciliar ocrácea y estrias del pecho más anchas. Sin embargo, estas características pueden ser encontradas a lo largo de su rango y pueden ser debidas a diferencias de edad y desgaste del plumaje. Las clasificaciones Aves del Mundo y del Congreso Ornitológico Internacional (IOC) no la reconocen como válida y consideran a esta especie como monotípica.  

### Subespecies
Según la clasificación Clements Checklist v.2018, se reconocen dos subespecies, con su correspondiente distribución geográfica:
- Syndactyla ruficollis ruficollis (Taczanowski, 1884) – Andes del noroeste de Perú (Piura, Cajamarca y Lambayeque).
- Syndactyla ruficollis celicae (Chapman, 1921) – Andes del extremo suroeste de Ecuador (Loja)